# Galvsskorafjall

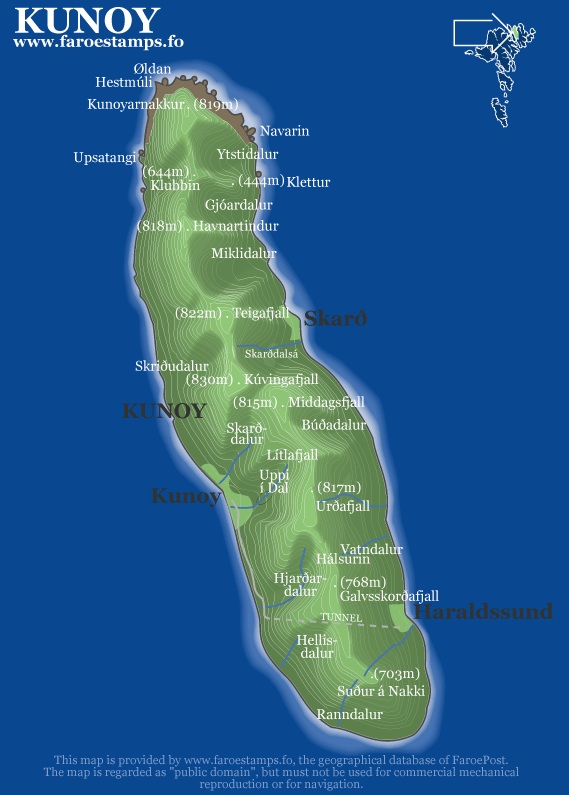
Karta över Kunoy med Galvsskorafjall utmärkt

Galvsskorafjall är ett berg på ön Kunoy i den norra delen av ögruppen Färöarna. Berget har en högsta topp på 768 meter vilket gör berget till det sjunde högsta berget på Kunoy, som rymmer flera av Färöarnas högsta berg, bland annat den 830 meter höga toppen Kúvingafjall. Galvsskorafjall är den högsta toppen på den södra delen av Kunoy.